# Zornička (folyóirat, 1948–)
Zornička egy szlovák nyelven megjelenő képes irodalmi újság az alsó tagozatos általános iskolás gyermekek számára az egykori Csehszlovákiában, majd Szlovákiában. Alapítója és egykori tulajdonosa a Szocialista Ifjúsági Szövetség szlovákiai központi bizottsága, kiadója a szocializmus évtizedeiben a pozsonyi Smena lapkiadó vállalat volt. Első lapszáma 1948 szeptemberében jelent meg. Kezdetben havilapként, 1967 óta kéthetente adták ki 16 oldal terjedelemben. Példányszáma az 1980-as években megközelítőleg 140 000 volt. Napjainkban a 7 Plus vállalat jelenteti meg.